# Varulven (balladtyp)
Varulven är en naturmytisk balladtyp som finns upptecknad i Sveriges Medeltida Ballader (SMB) i tretton varianter, varav sju är försedda med melodier. Balladen klassificeras som SMB 6 och TSB A 20.

## Handling
En gravid jungfru möter en varg. Hon erbjuder vargen gåvor för att han skall skona henne, men han avböjer. Jungfrun klättrar upp i ett träd, men vargen tillkallar en varghop som sliter omkull trädet. Jungfruns nödrop hörs av hennes älskade, som dock kommer för sent. Vargen har redan fostret i sin mun. Jungfruns avslitna tunga konverserar med fästmannen.Flera varianter har kortare handling; bland annat nämns ofta ej graviditet eller foster eller den talande tungan. Variant L slutar lyckligt; fästmannen hinner döda vargen. Motivet i de längsta varianterna anknyter till gammal folktro om varulvar.

## Paralleller på andra språk
Balladtypen finns i Danmarks gamle Folkevisor (DgF 54) och på norska.

## Inspelningar
Förutom traditionsinspelningar har balladen sjungits in av Margareta Söderberg på albumet Käringtand (1976).